# Курт фон Хамерштајн-Екворд
Курт барон фон Хамерштајн-Екворд (Хинрихсхаген, 26. септембар 1878 — Берлин, 24. април 1943) је био немачки генерал и једно време начелник Генералштаба немачке армије. Остао је упамћен као жестоки противник Адолфа Хитлера и нацистичког режима.

## Биографија
Курт фон Хамерштајн-Екворд је рођен у аристократској породици у Хинрихсхагену 1878. године и као деветнаестогодишњак ступио је у немачку армију, 15. марта 1898. Током Првог светског рата служио је у немачком Генералштабу и учествовао у Тутраканској бици као мајор. Била је то битка у којој су Централне силе, предвођене Бугарском, освојиле у то време румунску тврђаву Тутракан.

### Тутраканска битка 1916.
Наиме, након победе против Бугарске у Другом балканском рату 1913. године Румунија је извршила анексију града Тутракана (румунски назив је Туртуцаја (Turtucaia)), као и целе области Јужне Добруџе. Уз помоћ француских инжењера Румуни су изградили фортификације са 15 утврђених тачака и на зидине поставили 151 посадни топ. Утврђење је било тако јако да су га многи прогласили „другим Верденом“ због његове неосвојивости. Пред саму битку, која се одиграла измећу 2. и 6. септембра 1916. године, румунским гарнизоном командовао је генерал Константин Теодореску. Међутим, његове снаге биле су састављене већином од недовољно утренираних регрута другог позива и само три батаљона регуларне армије, а оружје и оруђе којим је располагала румунска посада било је застарело и више „музејско“ него употребљиво за пружање озбиљнијег отпора.
Са друге стране, бугарске снаге величине две бригаде под командом генерала Пантелеја Киселова, потпомогнуте немачком колоном коју је предводио мајор Курт фон Хамерштајн-Екворд (заслужне за заузимање утврђене тачке број 2), уз подршку бугарске артиљерије на јуриш су освојиле пет утврђених тачака тврђаве у једном дану. Иако је румунској одбрани стигло из Букурешта 15 пешадијских батаљона и три артиљеријске батерије појачања другог дана непрекидних јуриша и борби бугарске снаге су заузеле град и тврђаву. О сразмерама бугарске победе говоре и подаци који наводе да је заробљено око 450 румунских официра, преко 22 000 војника и целокупно њихово наоружање.

## Међуратни период
Као лојалан официр Курт фон Хамерштајн-Екворд је и после пораза немачке армије у Великом рату остао у војсци Вајмарске Републике. Своју лојалност је и доказао 1920. године супротстављајајући се Кап-Литвицовом пучу у коме је један део монархистички настројених војника и официра под командом генерала Валтера фон Литвица, тадашњег команданта берлинског Рајхсвера, а супротстављајући се програму смањења немачких војних снага, заузео Берлин у покушају да на чело Немачке доведе националистичку владу Волфганага Капа. Пуч је доживео слом, а војска се вратила у своје касарне.
Од 1924. до 1929. фон Хамершајн је био начелник штаба 3. дивизије, након чега је постављен за начелника штаба Команде Прве групе. Већ исте године, прекомандован је за заповедника копнене војске у канцеларији Министарства рата. Као близак пријатељ и дугогодишњи сарадник генерала Курта фон Шлајхера, постављен је за начелника Генералштаба Рајхсвера 1930. године заменивши на том месту генерала Вилхелма Хејеа.
Курт фон Хамерштајн-Екворд имао је репутацију хладног и саркастичног човека, препознатљивог по свом оштром ставу не уважавања политичких партија. Себе је сматрао „слугом“ немачке државе, а не њених политичких партија. Од почетка је био веома непријатељски настројен према Нацистичкој партији називајући њене припаднике „бандом криминалаца“ и „прљавим свињама“, а посебно алудирајући на хомосексуалне тенденције лидера Хитлерових „јуришних одреда“. Због братимљења са синдикалним организацијама, фон Хамерштајна су у то време називали и „Црвеним генералом“.
Децембра 1932. лично је упозорио Хитлера да ће у случају покушаја нациста да иницирају пуч и на нелегалан начин покушају да се домогну власти војсци дати наређење да пуца. Исто је поновио, у намери да се осигура и потврди своју одлучност, и америчком амбасадору у Берлину Фредерику М. Сакету.
Као први човек Рајхсвера стално је указивао и упозоравао председника Вајмарске Републике фон Хинденбурга на опасност која прети од постављања Хитлера за канцелара. Одговарајући му, Хинденбург је уверавао фон Хамершајна да он „ни не размишља да тог аустријског каплара учини министром одбране или канцеларом“. Једва четири дана касније, 30. јануара 1933. године, сагласно Хинденбурговом захтеву Хитлер је формирао кабинет владе као нови немачки канцелар у коалицији са Немачком националном народном партијом. Захваљујући противљењу Хитлеру фон Хамерштајн-Екворд је 31. јануара 1934. био принуђен да преда оставку и оде у пензију.
У војну службу је реактивиран као заповедник армијског одреда „А“ 10. септембра 1939. године.

## Други светски рат
Током Другог светског рата, генерал фон Хамерштајн-Екворд био је укључен у неколико завера за свргавање Хитлера са власти. Покушао је у више наврата да намами Хитлера да посети утврђену базу унутар Зигфридове линије на Западном фронту која је била под његовом командом. О својој замисли поверио се пензионисаном бившем начелнику немачке Врховне команде и водећем заверенику генерал-пуковнику Лудвигу Беку да ће „доћи до фаталне несреће“ када Фирер посети његову базу. Међутим, Хитлер никада није прихватио понуду о посети.
Након тога, фон Хамерштајн-Екворд је постављен за команданта Одбрамбеног округа VIII (Wehrkreis VIII) u Шлезији. Са ове дужности отпуштен је по личном Хитлеровом наређењу због „негативног става према нацизму“. То га није зауставило у његовим плановима. Активно се прикључио немачком покрету отпора, радећи са Карлом Фрдрихом Герделером.
Курт фон Хамерштајн-Екворд је умро од рака у Берлину 24. априла 1943. године.

## Други о генералу
Хајнрих Брининг, лидер Католичке партије центра и немачки канцелар у периоду од 1930. до 1932, називао је фон Хамерштајна „јединим човеком који је могао да уклони Хитлера“. Према сећањима његовог сина Кунрата фон Хамерштајна, Хамерштајн-Екворд је напустио Клуб племства када су из њега избачени сви чланови неаријевци 1934/35. и говорио је о „организованим масовним убиствима“ Јевреја још пре лета 1942. године. Својој ћерки, Марији-Терезији доставио је списак са именима Јевреја који су били планирани за депортацију или хапшење, тражећи од ње да их на то упозори или сакрије. Двојица његових синова, Лудвиг и Кунрат, били су учесници неуспешног Јулске завере на Хитлера након чега су били приморани да побегну из Немачке. Његова удовица и двоје млађе деце депортовани су у концентрациони логор и из њега ослобођени тек по његовом ослобађању од стране савезничких снага 1945. године.
Као начелник Врховне команде немачке војске, фон Хамерштајн-Екворд је надгледао стварање приручника за заповеднике војних јединица. Сам је направио посебну класификациону шему за своје официре у којој је „поделио официре у четири класе; паметне, лење, вредне и глупе“. Сваки официр је по њему поседовао барем две од ове четири особине. Паметни и вредни официри су по њему морали бити ангажовани у највишим штапским структурама. Од користи би требало да буду и они глупи и лењи. Паметне и лење људе видео је на највишим командним местима пошто би требало да имају темперамент и нерве да се носе са свим ситуацијама. Међутим, ко год је глуп и вредан, по фон Хамерштајну, представља опасност по војску и такве је требало одмах уклонити.

## „Хамерштајн или тврдоглавост“
У најновијем роману немачког писца Ханса Магнуса Енценсбергера, објављеном 2008. године, „Хамерштајн или тврдоглавост“ (Hammerstein oder der Eigensinn) главни лик је генерал Хамерштајн-Екворд кога писац описује на следећи начин: „Курт фон Хамерштајн је био упечатљиво интелигентан, неповољно комотан и продуктивно лењ. Ове особине нису пристајале уз једног генерала али су му обезбедиле имунитет кад је реч о демагогији Адолфа Хитлера. Након његовог доласка на власт Хамерштајн се бавио мишљу да прогласи ванредно стање, ухапси Хитлера и прикључи се СПД. Када га је једна пријатељица питала да оцени актуелну политичку ситуацију он је одговорио. „Главачке смо улетели у фашизам.“ Нешто касније је једном пријетељу рекао: „ 98 одсто Немаца је пијано.“ У јануару 1934. опростио се од војске. Поље је напустио пре битке.“ Енценсбергер о главном лику своје нове књиге каже: „Он је аутсајдер и његова полтичка улога је била запажена. Био је посебан и упоран. На почетку је видео камо води хитлеризам. У војци је он то први увидео и рекао - без мене.“ 

## Унапређења
- Поручник, 15. март 1898.
- Надпоручник, 10. септембар 1908.
- Капетан, 22. март 1913.
- Мајор, 18. август 1916.
- Потпуковник, 1. октобар 1920.
- Пуковник, 1. мај 1925.
- Генерал-мајор, 23. јануар 1929.
- Генерал-потпуковник, овај чин је прескочио
- Генерал пешадије, 1. новембар 1930.
- Генерал-пуковник, 31. јануар 1934.

## Медаље и одликовања
- Пруски краљевски орден Хоенцолерна, Витешки крст са мачевима
- Гвоздени крст 1914. I и II класе
- Баварски орден за заслуге IV класе са мачевима
- Саксонски Албертов орден, Витез I класе са мачевима
- Мекленбуршко-стрелицки крст за истицање у рату, I и II класе
- Мекленбуршко-шверински Крст за војне заслуге, I и II класе
- Либечки Крст Ханзе
- Аустро-угарски Крст за војне заслуге, III класе са ратном декорацијом
- Витез пруског reda Svetog Јована
- Пруски крст за 25 година војне службе

## Белешка о личном имену
- Реч Фрајхер у „Курт Фрајхер фон Хамерштајн – Екворд“ је немачка титула, слична „барону“